# Alexander Andrejewitsch Prochanow

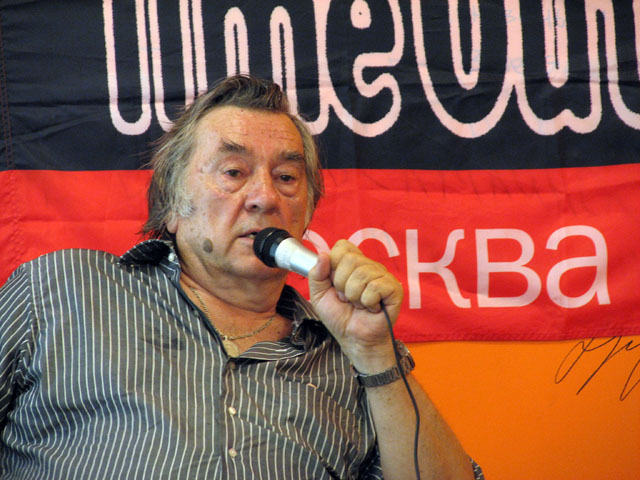
Alexander Prochanow, 2007

Alexander Andrejewitsch Prochanow (russisch Алекса́ндр Андре́евич Проха́нов; * 26. Februar 1938 in Tiflis, Georgische SSR, Sowjetunion) ist ein russischer Schriftsteller und Journalist und wird dem Querfront-Spektrum, also einer eigenwilligen Mischung aus linken und radikal rechten Vorstellungen, zugerechnet.

## Leben
Prochanow arbeitete zunächst bis 1970 mehrere Jahre als Auslandskorrespondent der Prawda in Afghanistan, Nicaragua und Bergkarabach. 1969 berichtete er vom Zwischenfall am Ussuri, dem Höhepunkt des chinesisch-sowjetischen Grenzkonflikts. Seit 1971 veröffentlichte er als Schriftsteller über 40 Bücher in der Sowjetunion und Russland, darunter eine ganze Reihe von landesweit bekannten Romanen und politischen Sachbüchern. Von 1989 bis 1991 war er (der letzte) Chefredakteur der Zeitschrift Sowjetliteratur.
1990 gründete er die oppositionelle Zeitschrift Djen (Tag) und übernahm die Stelle des Chefredakteurs. Während des Augustputschs stellte sich Prochanow auf die Seite der Putschisten. Wegen eines Verbots durch das Justizministerium wurde die Zeitschrift 1993 in Sawtra (Morgen) umbenannt. Sie erscheint bis heute unter diesem Titel.
Sein 2002 veröffentlichter Roman  Herr Hexogen (russisch: Господин Гексоген, Gospodin Gexogen) war 2004 ein Bestseller in Russland. Im Rahmen einer fiktiven Erzählung konstruierte Prochanow eine Verwicklung des russischen Geheimdienstes in die realen Moskauer Sprengstoffanschläge auf Wohnhäuser. Im Roman wird ferner behauptet, dass Juden gesunden Russen Blut und Organe entnehmen wollen, um sie an Kliniken in Israel zu verkaufen.
Politisch ist er seit Jahren eine schillernde und umstrittene Persönlichkeit. So war er sowohl Berater des Präsidentschaftskandidaten der Kommunistischen Partei Gennadi Andrejewitsch Sjuganow als auch im Kreuzfeuer der Kritik für rechtsextreme Äußerungen. Im Sommer 2000 lud Prochanow den Holocaustleugner und Ku-Klux-Klan-Chef David Duke nach Moskau ein. 2009 zählte Alexander J. Motyl Prochanow zu den „Mainstream-Faschisten“ Russlands.
Mit seiner Ausdrucksweise Sprache polarisiert er gerne. So bezeichnete er die Sozialdemokratie als „Alterskrankheit“ und „politisches Prostataleiden“. Im Januar 2008 gab Sandra Ravioli  eine Sammlung seiner Aufsätze in deutscher Sprache als Book on Demand heraus. Seit Wladimir Putins zweiter Amtszeit näherte sich Prochanow der Linie des Kremls an und wurde anlässlich seines 80. Geburtstages von Putin öffentlich für seine „sozialen, literarischen und journalistischen Aktivitäten“ sowie seine „staatsbürgerlichen Prinzipien und Ideale“ gewürdigt. Prochanow erklärte 2014, er sei ein Befürworter des Kalten Krieges.
Im 2013 nannte er Michail Gorbatschow das „Synonym des Bösen“. Er sei verantwortlich gewesen „für das Scheitern einer großen Zivilisation“.
Im Dezember 2014 trat Prochanow im iranischen Fernsehen auf und behauptete, Israel und die USA würden die Terrororganisation Islamischer Staat unterstützen, um Russlands Einfluss im Nahen Osten und im Nordkaukasus zurückzudrängen. Im September 2015 behauptete er im Interview mit dem russischen TV-Sender Rossija 24, die USA hätten in Nordafrika und dem Nahen Osten gezielt Konflikte herbeigeführt, um eine Flüchtlingswelle auszulösen und als „demografische Bombe“ gegen Europa zu richten.
Prochanow ist der Gründer und Vorsitzende eines nationalistisch ausgerichteten Think Tanks namens Isborsk-Klub. Zudem ist er Gründer und Chefredakteur der umstrittenen, rechtsradikalen Zeitung Sawtra.

## Werke (Auswahl)
- Gospodin Gexogen (russisch), Moskau 2002
- Jenseits russischer Villenzäune: Surrealität des menschlichen Daseins im heutigen Russland. Übersetzt und herausgegeben von Sandra Ravioli. Books on Demand, Norderstedt 2007, ISBN 978-3-8370-1054-1.